# Бернавил
Бернавил (фр. Bernaville) насеље је и општина у североисточној Француској у региону Пикардија, у департману Сома која припада префектури Амјен.
По подацима из 2011. године у општини је живело 1.105 становника, а густина насељености је износила 63,73 становника/km². Општина се простире на површини од 17,34 km². Налази се на средњој надморској висини од 152 метара (максималној 158 m, а минималној 94 m).

## Демографија
| 1962. | 1968. | 1975. | 1982. | 1990. | 1999. | 2011. |
| ----- | ----- | ----- | ----- | ----- | ----- | ----- |
| 862   | 871   | 960   | 951   | 910   | 996   | 1.105 |

График промене броја становника у току последњих година